# Бомбом (остров)
Бомбом (порт. Bombom; в переводе — «хороший», «отличный») — небольшой остров, расположенный в Гвинейском заливе в 67 метрах к северу от острова Принсипи, с которым соединён деревянной эстакадой. Входит в состав округа Пагуи Демократической Республики Сан-Томе и Принсипи. Остров практически полностью (за исключением прибрежных зон) покрыт лесом.
Остров Бомбом не имеет постоянного населения, однако на нём расположен одноимённый курорт с собственным рестораном, баром, бассейном, спортзалом, пристанью для яхт и отдельными бунгало, построенными из дерева и экологически чистых натуральных материалов.
В 1997 году на острове был возведён маяк высотой 3,5 м, фокальная плоскость которого составляет 64 м.
Остров Бомбом является частью основанного в 2012 году биосферного заповедника Принсипи.

## Галерея

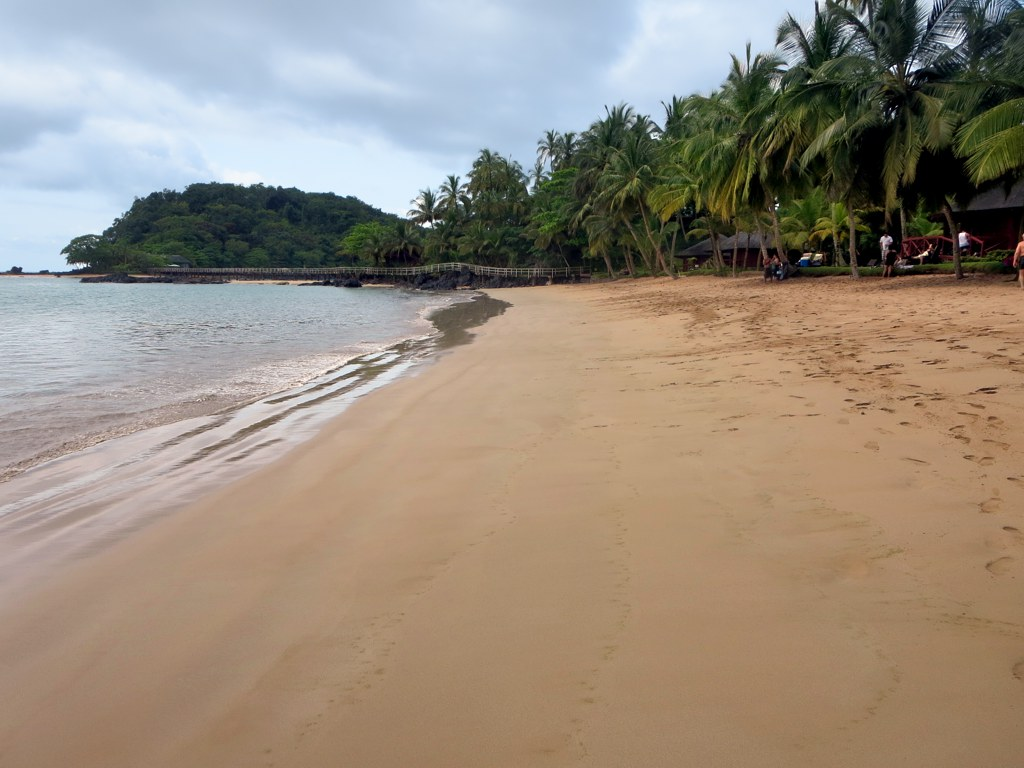
Пляж острова Бомбом
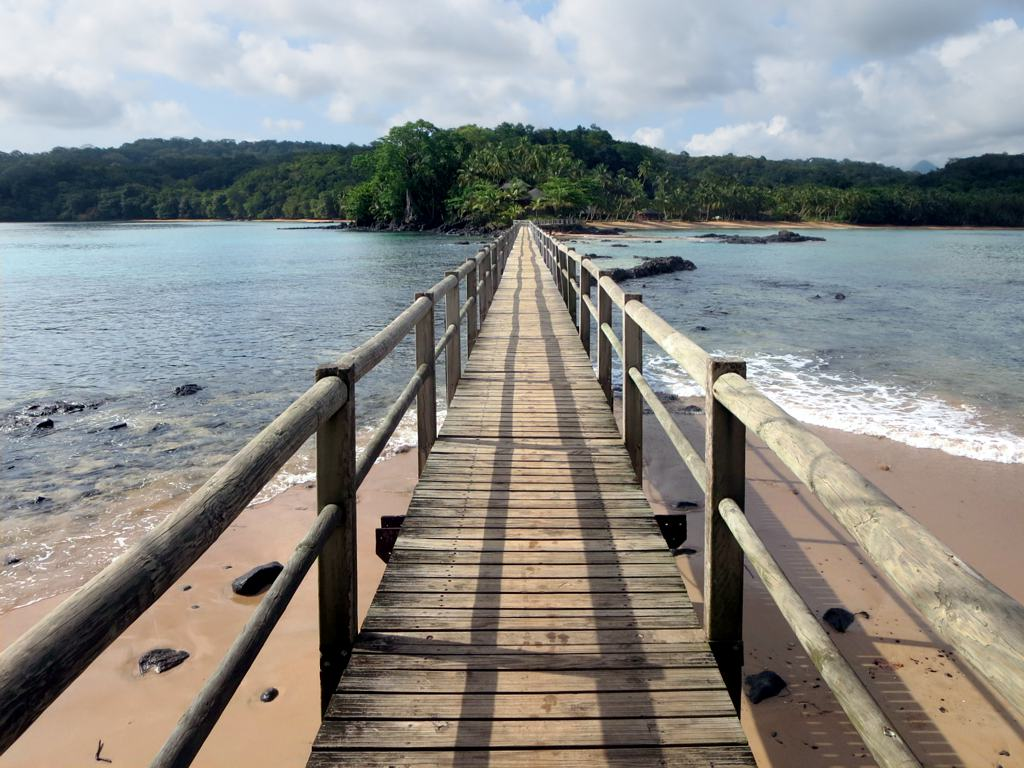
Мост, соединяющий острова Бомбом и Принсипи